# Lakitelek
Lakitelek is een plaats (nagyközség) en gemeente in het Hongaarse comitaat Bács-Kiskun. Lakitelek telt 4453 inwoners (2007).